# 第21届奥斯卡金像奖
第21屆奥斯卡金像奖（英語：21st Academy Awards）於1949年3月24日舉行。本屆有許多創舉，包括首次有非好萊塢製作的影片《哈姆雷特》拿下最佳影片（該片為英國製作），其導演劳伦斯·奥利维尔也是首次有自導自演者拿下最佳男主角。此外最佳服裝設計獎也是於本屆首度頒發。
約翰·休斯頓導演的兩部電影都有入圍，一部是《碧血金沙》，男主角沃爾特·休斯頓(同時也是他的父親)拿下最佳男配角；另一部《蓋世梟雄》的嘉麗·杜莉華則是獲頒最佳女配角。但《碧血金沙》男主角亨弗萊·鮑嘉並未入圍則被視為奧斯卡歷史上的遺珠。
《聖女貞德》獲得七項提名但卻沒有提名最佳影片，這個紀錄到1969年的《射馬記》獲九項提名也未獲最佳影片提名才被打破。
另外，《哈姆雷特》是第五部拿下最佳影片但卻沒有入圍劇本獎提名的影片，下次出現這個紀錄是第38届奥斯卡金像奖的《真善美》。拿下最佳女主角的珍·惠曼在默片時代即出道，她在《心聲淚影》片中飾演的也是聾啞人士，而該片也是第四部在四項演技獎項都有入圍的電影。
本屆頒獎典禮場地從前兩年神殿大會堂換到影藝學院自己的劇院，主要是因為好萊塢製片公司撤回了他們的贊助，以杜絕外界認為他們藉此影響投票的疑慮。

## 获奖名单
得獎者以粗體表示。
| 最佳影片(Best motion picture) - 《哈姆雷特》 - 《心聲淚影》 - 《紅菱艷》 - 《蛇穴》 - 《碧血金沙》 | 最佳导演(Directing) - 約翰·休斯頓 – 《碧血金沙》 - 劳伦斯·奥利维尔 – 《哈姆雷特》 - 讓·尼古萊斯科 – 《心聲淚影》 - 弗雷德·金尼曼 –《亂世孤雛》 - 阿納托爾·利特瓦克 –《蛇穴》 |
| 最佳男主角(Actor) - 劳伦斯·奥利维尔 –《哈姆雷特》 - 盧·艾爾斯 –《心聲淚影》 - 蒙哥馬利·克利夫特 –《亂世孤雛》 - 丹·戴利 – 《銷魂艶舞》 - 克利夫頓·韋伯 – 《妙人奇遇》 | 最佳女主角(Actress) - 珍·惠曼 –《心聲淚影》 - 英格麗·褒曼 –《聖女貞德》 - 奥丽维亚·德哈维兰 – 《蛇穴》 - 艾琳·鄧恩 – 《慈母淚》 - 芭芭拉·斯坦威克 – 《電話驚魂》 |
| 最佳男配角(Actor in a supporting role) - 沃爾特·休斯頓 – 《碧血金沙》 - 查爾斯·比克福德 –《心聲淚影》 - 何塞·費勒 –《聖女貞德》 - 奧斯卡·霍莫爾卡 – 《慈母淚》 - 塞西爾·凱拉維 – 《愛爾蘭人的好運》 | 最佳女配角(Actress in a supporting role) - 嘉麗·杜莉華 –《蓋世梟雄》 - 芭芭拉·貝爾格迪斯 –《慈母淚》 - 埃倫·科爾比 –《慈母淚》 - 阿格尼絲·穆爾黑德 –《心聲淚影》 - 珍·西蒙絲 – 《哈姆雷特》 |
| 最佳原创故事 Writing (Motion picture story) - 《亂世孤雛》 – 理查德·史威澤 和 大衛·韋克斯勒(David Wechsler) - 《路易斯安那的故事》 – 羅伯·佛萊厄提 和 法蘭西斯·佛萊厄提 - 《不夜城》 – 馬爾文·瓦爾德 - 《紅河谷》 – 博登·蔡斯 - 《紅菱艷》 – 艾默利·普萊斯柏格 | 最佳改編劇本 Writing (Screenplay) - 《碧血金沙》–約翰·休斯頓，改編自B·特拉文的小說 - 《柏林豔史》– 查尔斯·布拉克特、理查德·L·布里 和 比利·懷德，改編自大衛·蕭的小說 - 《心聲淚影》– 亞倫·文森 和 伊尔玛·冯·库贝，改編自埃爾默·布蘭妮·哈里斯的舞台劇 - 《亂世孤雛》– 理查德 史威澤 和 大衛·韋斯勒 - 《蛇穴》– 美倫·布蘭德 和 弗蘭克·帕托斯，改編自瑪莉·珍妮·沃德的小說 |
| 最佳紀錄片 Documentary(Feature) - 《秘密之地》 - 《沉默的人》 | 最佳紀錄短片 Documentary(Short Subject) - 《走向獨立》 - 《心心相繫》 - 《維特爾斯行動》 |
| 最佳單軸短片 Short subject (One-reel) - 《都市交響曲》 - 《厲害的安妮》 - 《灰姑娘的馬》 - 《想要上廣播節目》 - 《贏不了》 | 最佳雙軸短片 Short subject (Two-reel) - 《海豹之島》 - 《卡加利牛仔節》 - 《衝向烈焰》 - 《森巴狂熱》 - 《飛越白雪》 |
| 最佳卡通短片 Short subject (Cartoon) - 《小孤兒》 - 《米奇和海豹》 - 《老鼠逗貓》 - 《惡徒羅賓漢》 - 《兩百杯茶》 | 最佳影片剪輯(Film editing) - 《不夜城》 – 保羅·韋瑟瓦克斯 - 《圣女贞德》 – 法蘭克·蘇利文 - 《心声泪影》 – 大衛·魏堡特 - 《紅河谷》 – 克里斯汀·尼比 - 《红菱艳》 – 雷金納·米爾斯 |
| 最佳剧情或喜剧片配樂 Music(Music score of a dramatic or comedy picture) - 《紅菱艷》 – 布萊恩·伊斯代爾 - 《哈姆雷特》 –威廉·沃爾頓 - 《聖女貞德》 – 雨果·威廉·弗里德霍夫 - 《心聲淚影》 –馬克斯·史坦納 - 《蛇穴》 – 艾佛瑞·纽曼 | 最佳歌舞片配樂 Music (Scoring of a musical picture) - 《萬花錦繡》 – 強尼·格林 和 羅傑·伊甸斯 - 《璇宮艷舞》 – 维克多·扬 - 《風流海盜》 – 連尼·海頓 - 《公海上的羅曼史》 – 雷·海因多夫 - 《銷魂艶舞》 – 艾佛瑞·纽曼 |
| 最佳歌曲 Music (Song) - 「Buttons and Bows」 — 《脂粉雙槍俠》 • 曲： 傑伊·利文斯頓 • 词： 瑞伊·埃文斯 - “For Every Man There's a Woman” — 《禁城毒蕊》 • 曲： 哈罗德·阿伦 • 词： 里奥·罗宾 - “It's Magic” — 《公海上的羅曼史》 • 曲： 朱利·史坦 • 词： 薩繆爾·科恩 - “This Is the Moment” — 《皮裘大衣女人》 • 曲： 弗雷德里克 霍兰德 • 词： 里奥·罗宾 - “Woody Woodpecker” —《啄木鳥伍迪之潑冷水》 • 词曲： 拉米·伊德里斯 和 喬治·蒂布爾斯 | 最佳錄音(Sound recording) - 《蛇穴》 – 托马斯·莫尔顿 - 《心声泪影》 – 内森·莱文森 - 《月升时分》 – 丹尼尔·布隆伯格 |
| 最佳黑白片艺术指导 Art direction(Black-and-white) - 《哈姆雷特》 – 艺术指导：羅傑·K·弗斯；布景：卡門·狄龍 - 《心聲淚影》 – 艺术指导：羅伯特·M·哈斯；布景：威廉·O·華勒斯 | 最佳彩色片艺术指导 Art direction(Color) - 《紅菱艷》 – 艺术指导：海因·赫克羅斯；布景：亞瑟·勞森 - 《聖女貞德》 – 艺术指导：李察·戴伊；布景：凱茜·羅伯茨 和 約瑟夫·基什 |
| 最佳黑白片攝影 Cinematography(Black-and-white) - 《不夜城》 – 威廉·丹尼爾斯 - 《柏林豔史》 – 查尔斯·朗格 - 《慈母淚》 – 尼古拉斯·穆蘇拉卡 - 《心聲淚影》 – 特德·麥科德 - 《珍妮的畫像》 – 約瑟·奧古斯特 | 最佳彩色片摄影 Cinematography(Color) - 《聖女貞德》 – 约瑟夫·瓦伦丁、威廉·V·斯卡尔 和 溫頓·C·霍赫 - 《飛龍引鳳》 – 查尔斯·G·克拉克 - 《胭脂虎》 – 威廉·史耐德(William Snyder) - 《三劍客》 – 羅伯·普朗克(Robert Planck) |
| 最佳黑白片服裝設計 Costume Design(Black-and-white) - 《哈姆雷特》 – 羅格·K·弗斯 - 《春花娇美可人儿》 – 艾琳·莫德·倫茨 | 最佳彩色片服裝設計 Costume Design(Black-and-white) - 《聖女貞德》 – 桃樂絲·傑金斯 和 芭芭拉·凱林斯卡 - 《翠堤春晓》 – 伊蒂絲·海德 和 吉爾·斯蒂爾 |
| 最佳特殊效果(Special effects) - 《珍妮的畫像》 – 保羅·伊格勒、約瑟夫·麥克米倫·約翰遜、羅素·希爾曼 和 克拉倫斯·斯利弗；音效：查爾斯·L·弗里曼 和 詹姆斯·G·斯圖爾特 - 《潜流》 – 拉爾夫·哈默爾思、弗雷德·塞爾森 和 愛德華·史耐德；音效：羅傑·赫曼 | |

### 奥斯卡荣誉奖
- 西德尼·格勞曼（英语：Sid Grauman） - 劇院之王，提高了電影院的建造標準
- 阿道夫·朱克 - 一個四十年來致力電影事業，被稱為美國電影之父的人
- 沃爾特·萬格（英语：Walter Wanger） - 他製作的電影《聖女貞德》給全球觀眾帶來道德的高度境界
- 最佳外語片：《文森特先生（英语：Monsieur Vincent）》(法國電影)

### 奥斯卡青少年獎
- 伊凡·揚德爾（英语：Ivan Jandl）

### 歐文·G·托爾伯格紀念獎
- 傑瑞·沃爾德（英语：Jerry Wald）

### 获得多项提名和奖项
| 以下电影获得多项提名： - 12项提名：《心聲淚影》 - 7项提名：《哈姆雷特》、《聖女貞德》 - 6项提名：《蛇穴》 - 5项提名：《慈母淚》、《紅菱艷》 - 4项提名：《亂世孤雛》、《碧血金沙》 - 3项提名：《不夜城》 - 2项提名：《璇宮艷舞》、《柏林豔史》、《珍妮的畫像》、《紅河谷》、《公海上的羅曼史》、《銷魂艶舞》 | 以下电影获得多项大奖： - 4项大奖：《哈姆雷特》 - 3项大奖：《碧血金沙》 - 2项大奖：《聖女貞德》、《不夜城》、《紅菱艷》 |